# Colletotrichum curvatum
Colletotrichum curvatum är en svampart som beskrevs av Briant & E.B. Martyn 1929. Colletotrichum curvatum ingår i släktet Colletotrichum och familjen Glomerellaceae.   Inga underarter finns listade i Catalogue of Life.